# Copa CONMEBOL 1995
IV Copa Conmebol 1995

## 1/8 finału (17.10-02.11)
Ceará SC –  SC Corinthians Paulista 1:1 i 2:2, karne 6:7

 América Cali –  Barcelona SC 3:1 i 2:0

 Clube Atlético Mineiro –  Guarani FC 1:1 i 1:0

 Mineros de Guayana –  Independiente Medellín 1:0 i 2:3, karne 4:3

 Gimnasia y Esgrima La Plata –  IA Sud América 1:0 i 0:4

 Club The Strongest –  Atlético Colegiales 0:0 i 1:2

 Ciclista Lima –  CD Cobreloa 4:1 i 2:7

 Defensor Sporting –  Rosario Central 1:3 i 1:2

## 1/4 finału (09-22.11)
SC Corinthians Paulista –  América Cali 2:1 i 1:3

 Clube Atlético Mineiro –  Mineros de Guayana 6:0 i 4:0

 IA Sud América –  Atlético Colegiales 0:1 i 2:1, karne 3:4

 Rosario Central –  CD Cobreloa 2:0 i 3:1

## 1/2 finału (29.11-07.12)
América Cali –  Clube Atlético Mineiro 4:3 i 0:1, karne 3:4

 Atlético Colegiales –  Rosario Central 0:2 i 1:3

## FINAŁ
Clube Atlético Mineiro –  Rosario Central 4:0 i 0:4, karne 3:4
12 grudnia 1995 Belo Horizonte? (?)

 Clube Atlético Mineiro –  Rosario Central 4:0

Sędzia: ?

Bramki: ?

Clube Atlético Mineiro: ?

Club Atlético Rosario Central:?
19 grudnia 1995 Rosario? (?)

 Rosario Central –  Clube Atlético Mineiro 4:0, karne 4:3

Sędzia: ?

Bramki: ?

Club Atlético Rosario Central: ?

Clube Atlético Mineiro:?